# Littérature uruguayenne
La Littérature uruguayenne désigne l'ensemble de la littérature, orale et écrite, réalisée en Uruguay, ou par des Uruguayens (3 400 000 en 2021, pour 1 million vers 1900), en guarani, en espagnol (castillan), ou dans toute langue minoritaire, amérindienne ou d'importation.

## Repères historiques
- Río Uruguay
- Indigenous peoples in Uruguay (en), Peuples indigènes d'Amérique du Sud
  - Guaranis, Charrúa, Guenoa...
- Langues en Uruguay, Espagnol, Espagnol rioplatense, Portuñol
- 1415-1999 : Empire colonial portugais
- 1492-1975 : Empire espagnol
- 1494 : Traité de Tordesillas
- 1516 :  Juan Díaz de Solís (1470-1516)
- Sébastien Cabot (1477-1557)
- Hernando Arias de Saavedra (1561-1634)
- 1776-1810 : Vice-royauté du Río de la Plata, Charlottisme
- 1806-1807 : Invasions britanniques du Río de la Plata
- 1810-1835 : Provinces-Unies du Río de la Plata, Révolution de Mai 1810
- 1810-1811 : indépendance, José Gervasio Artigas (1764-1850)
- 1816-1828 : Province cisplatine, Trente-trois Orientaux, Guerre de Cisplatine
- 1836 : Parti Colorado, Parti national (Uruguay) blanco
- 1839-1851 : Grande guerre (Uruguay)
- 1851-1852 : Guerre de la Plata
- 1858 : Révolution de 1858 en Uruguay
- 1864-1865 : Guerre uruguayenne
- 1865-1870 : Guerre de la Triple-Alliance
- 1875 : Révolution tricolore
- 1886 : Révolution du Quebracho
- 1903-1907 et 1911-1915 : José Batlle y Ordóñez (1856-1929)
- 1930 : Coupe du monde de football 1930
- 1931-1938 : Gabriel Terra (1873-1942), Herrerisme
- 1939-1945 : Histoire de l'Uruguay pendant la Seconde Guerre mondiale
- 1967-1972 : Jorge Pacheco Areco (1920-1988)
- 1973-1985 : Dictature militaire de l'Uruguay
  - 1971-1985 : Opération Condor, Escadrons de la mort (Uruguay)
  - Liste d'œuvres littéraires traitant des dictatures militaires dans les pays latino-américains au XXe siècle
  - Liste de films traitant des dictatures militaires dans les pays latino-américains
- 1997 : réforme constitutionnelle
- Liste des présidents de l'Uruguay, Politique en Uruguay

## Histoire littéraire
L'histoire de l'Uruguay, pour sa partie moderne, se confond presque avec la colonisation espagnole de l'Amérique et l'Argentine coloniale espagnole, jusqu'au cri de l'Asencio du 28 février 1811.

### XIXe siècle

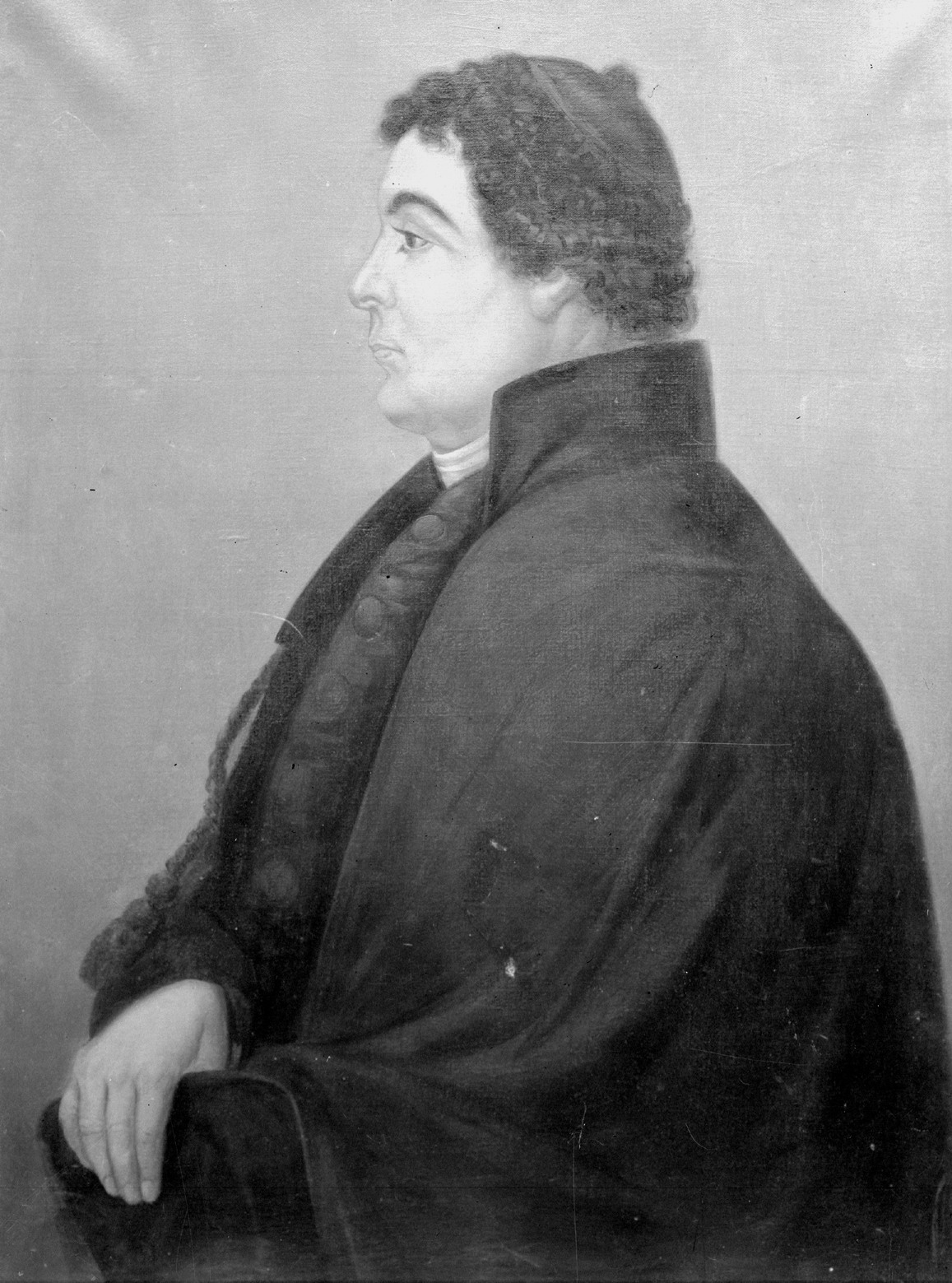
Dámaso Antonio Larrañaga
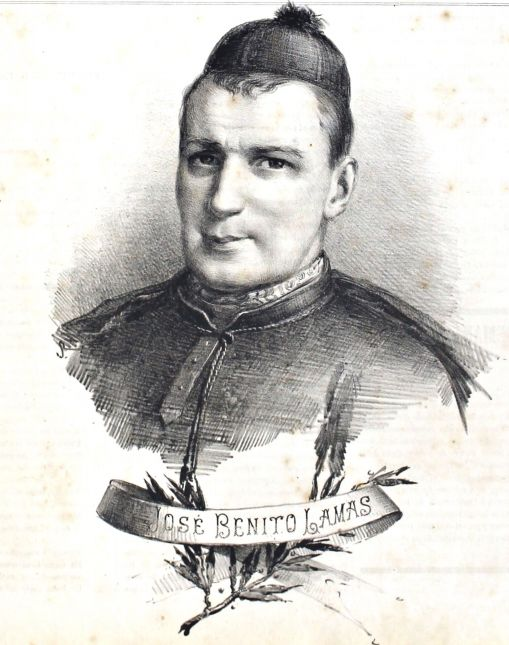
José Benito Lamas
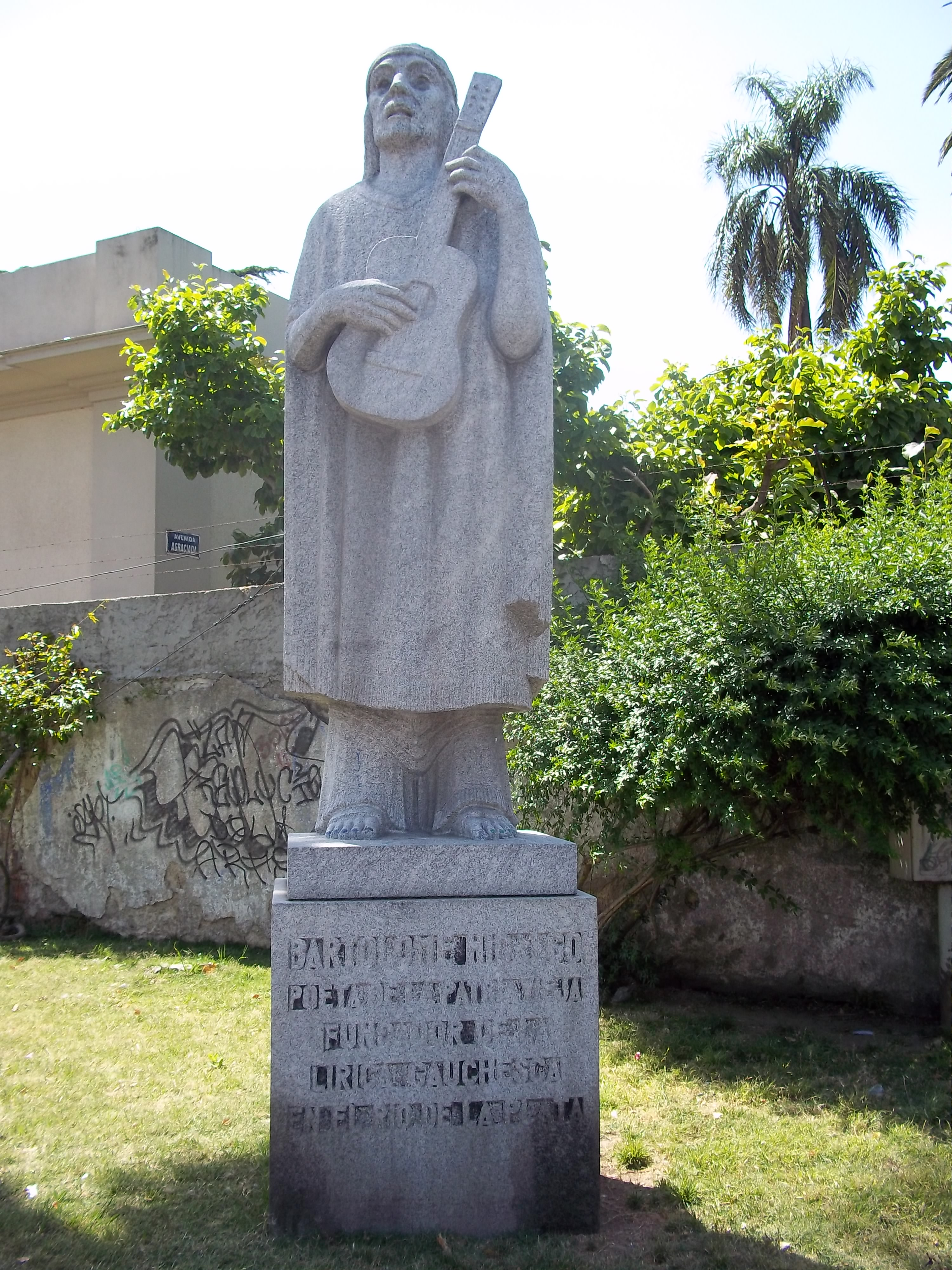
Bartolomé Hidalgo
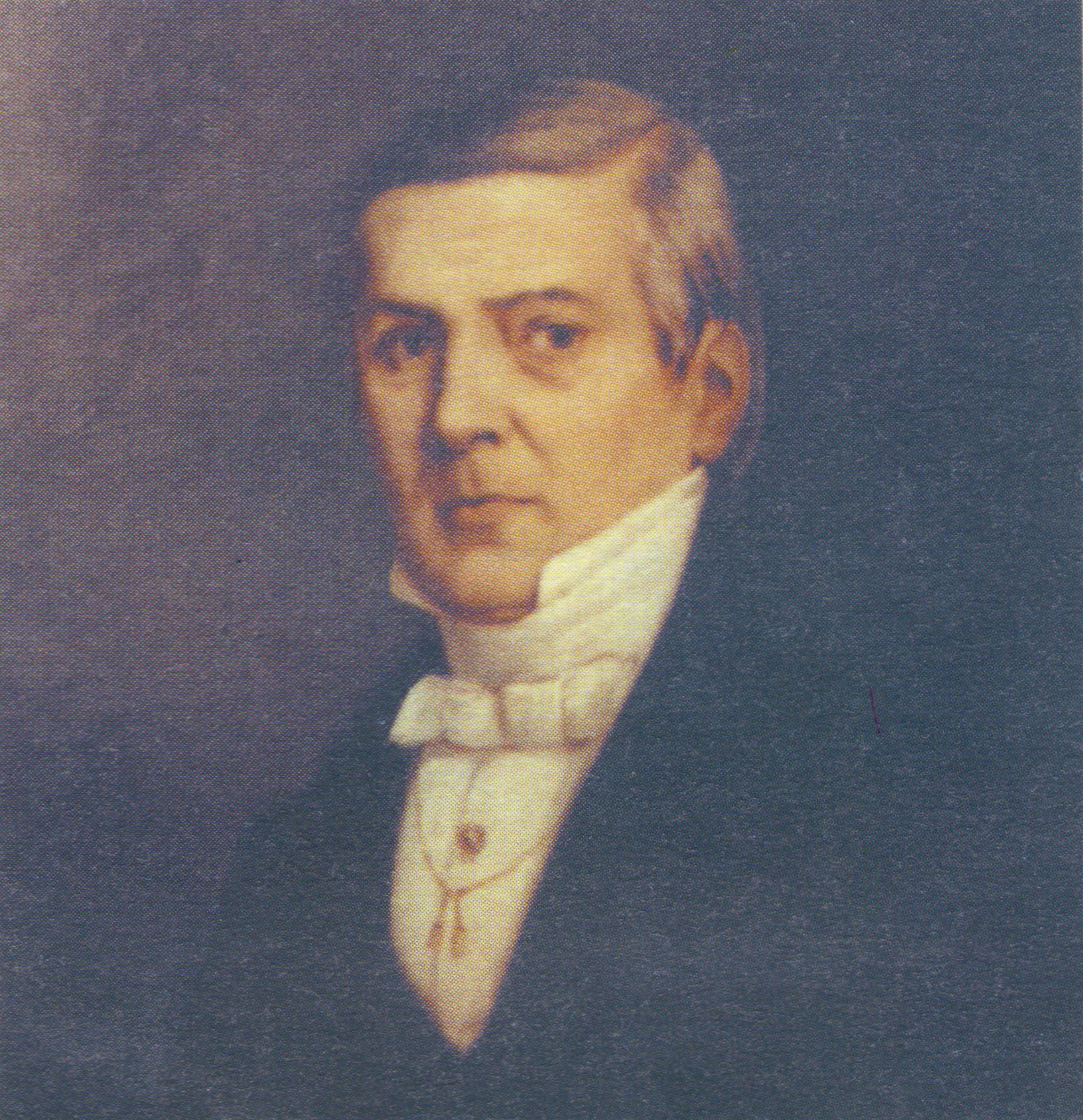
José Longinos Ellauri
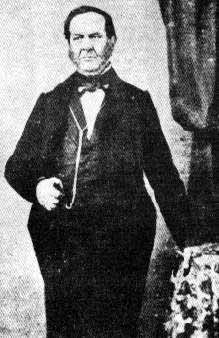
Francisco Acuña de Figueroa
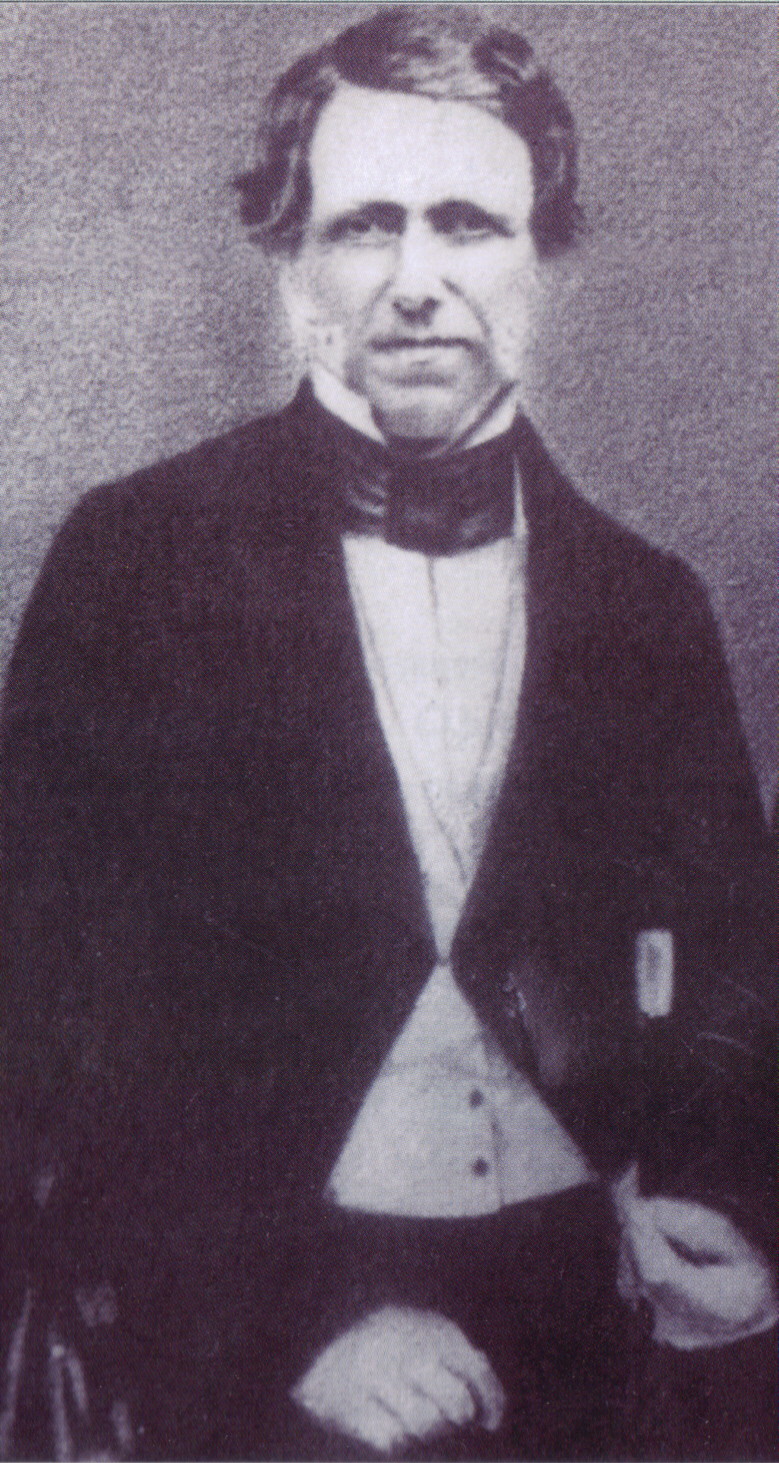
Bernardo Prudencio Berro
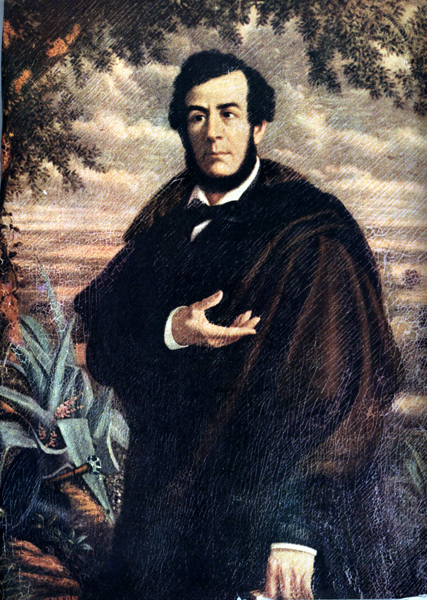
Esteban Echeverría
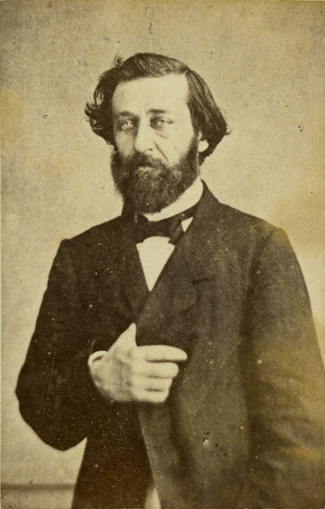
Juan Carlos Gómez
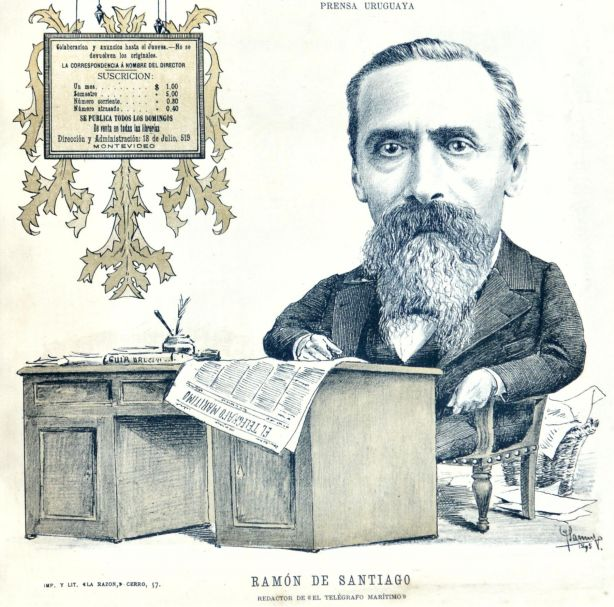
Ramón de Santiago
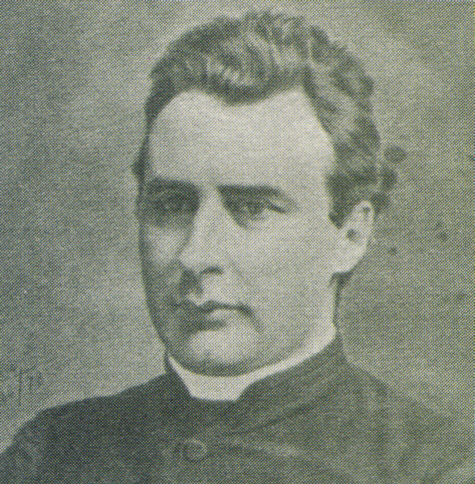
Mariano Soler

- Dámaso Antonio Larrañaga (1771–1848)
- José Benito Monterroso (1780-1838)
- Lucas Obes (1782-1838)
- Santiago Vázquez (diplomate) (1787-1847)
- José Benito Lamas (1787-1857)
- Petrona Rosende (1787-1862)
- Bartolomé Hidalgo (1788-1822), poète
- José Longinos Ellauri (1789-1867)
- Miguel Barreiro (1789-1848)
- Francisco Acuña de Figueroa (1791-1862)
- Manuel de Araucho (1803-1852)
- Bernardo Prudencio Berro (1803-1868)
- Esteban Echeverría (1805-1851), poète
- Carlos Villademoros (1806-1853)
- Melchor Pacheco y Obes (1809-1855)
- Adolfo Berro (1819–1841), poète
- Juan Carlos Gómez (1820-1884)
- Alejandro Magariños Cervantes (1825-1893), juriste, écrivain
- Ramón de Santiago (1831-1900), poète et journaliste
- Agustín de Vedia (1843-1910), journaliste et écrivain
- Francisco Berra (1844-1906), avocat, journaliste, historien, pédagogue
- Isidore Ducasse, Comte de Lautréamont (1846-1870)
- Mariano Soler (1846-1908), évêque
- Justino Jiménez de Aréchaga Moratorio (1850-1904), avocat, enseignant, politique
- Eduardo Acevedo Díaz (1851-1921)
- Juan Zorrilla de San Martín (1855-1931), poète
- Jules Laforgue (1860-1887), poète
- Carlos Roxlo (1861-1926), poète, politique
- Samuel Blixen (1867–1909)
- Javier de Viana (1868-1926)

### XXe siècle
- Génération de 1900 (es) (les écrivains nés entre 1868 et 1886)

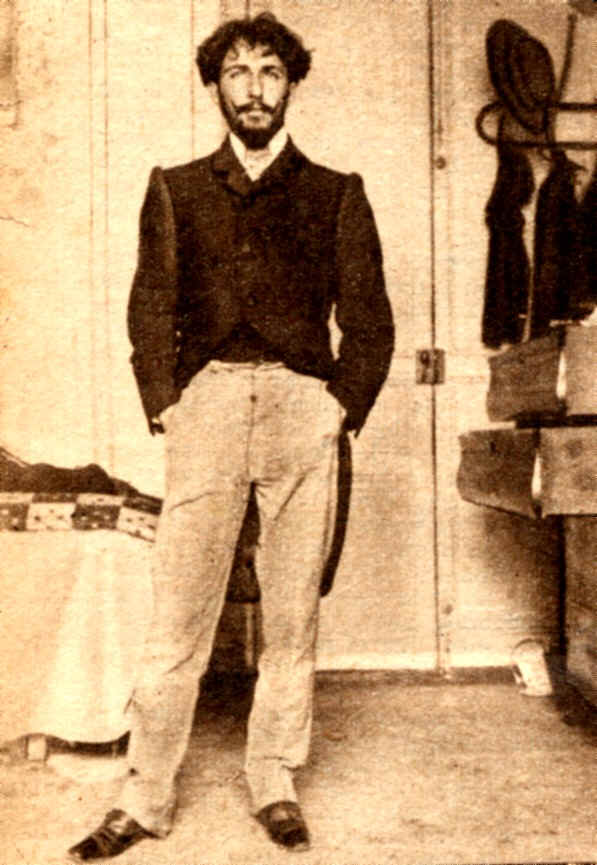
Horacio Quiroga
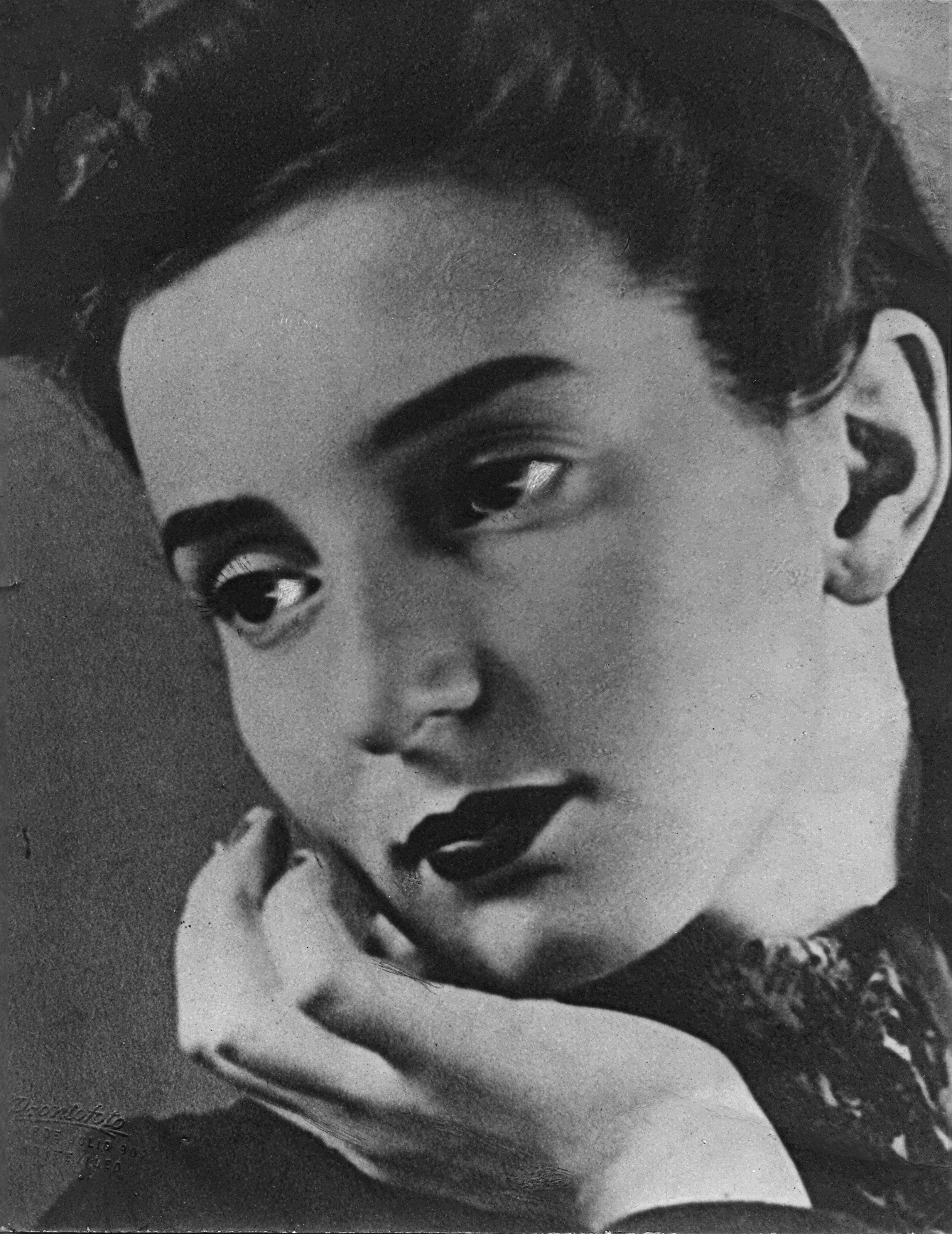
Idea Vilariño
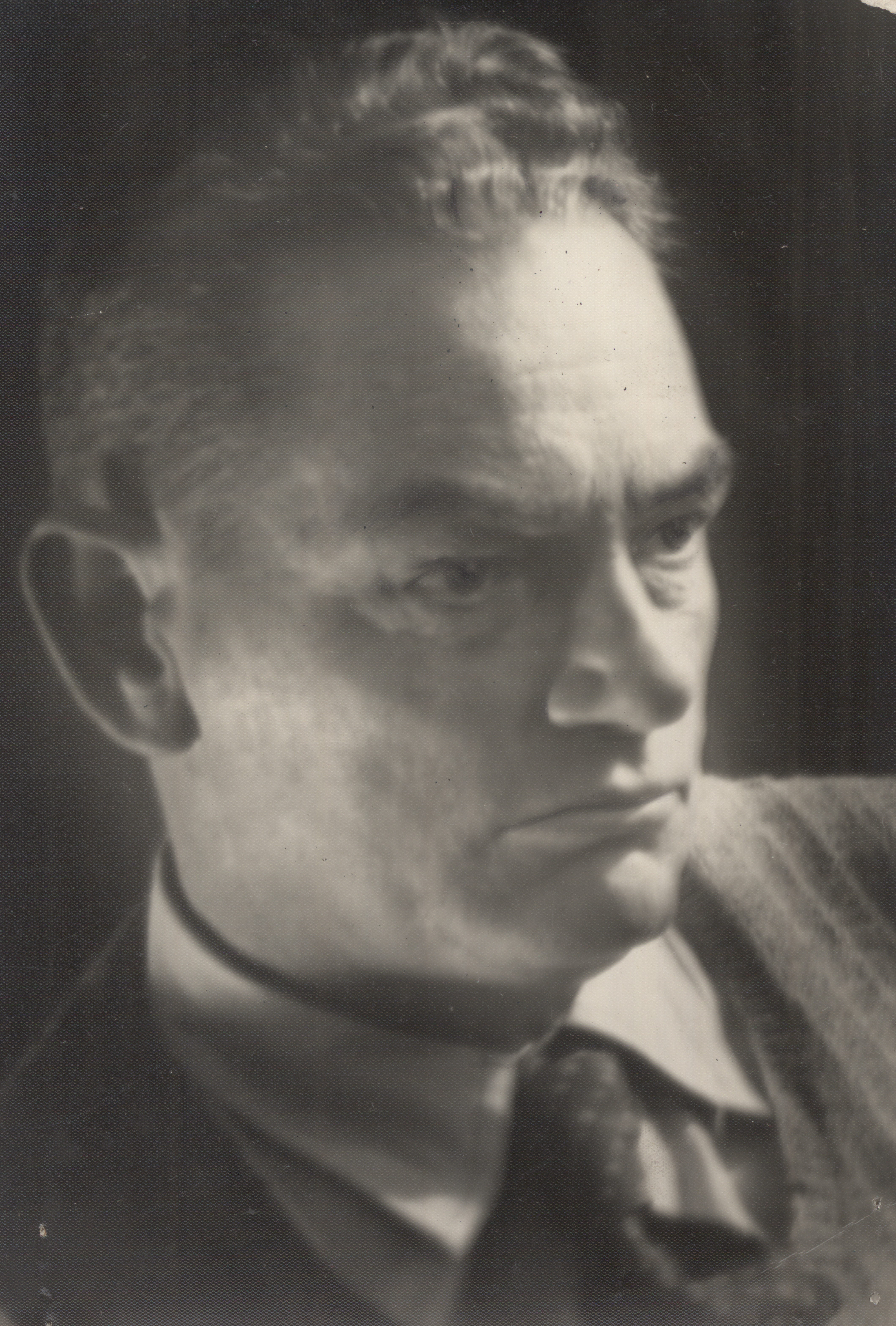
Juan José Morosoli
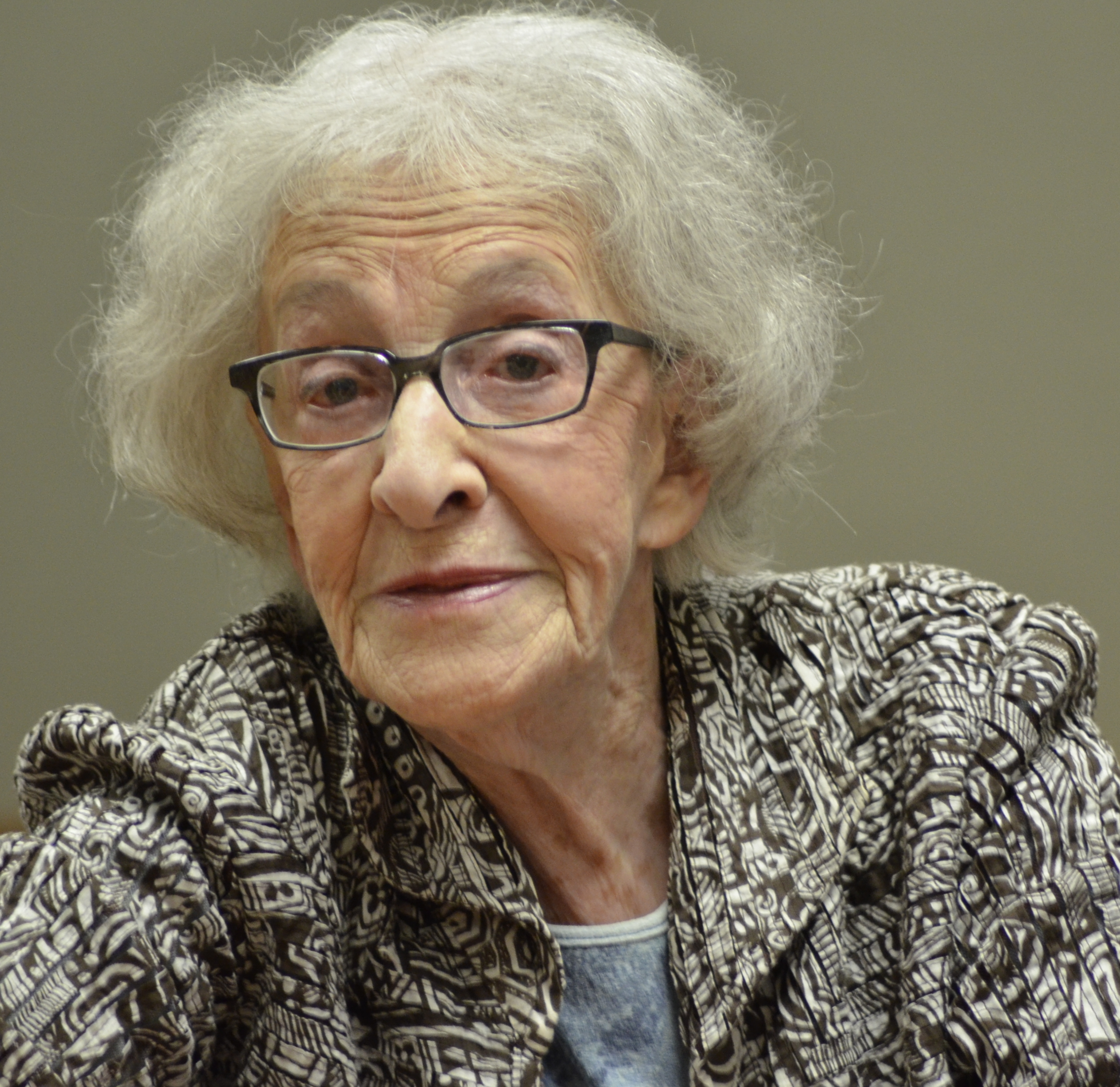
Ida Vitale
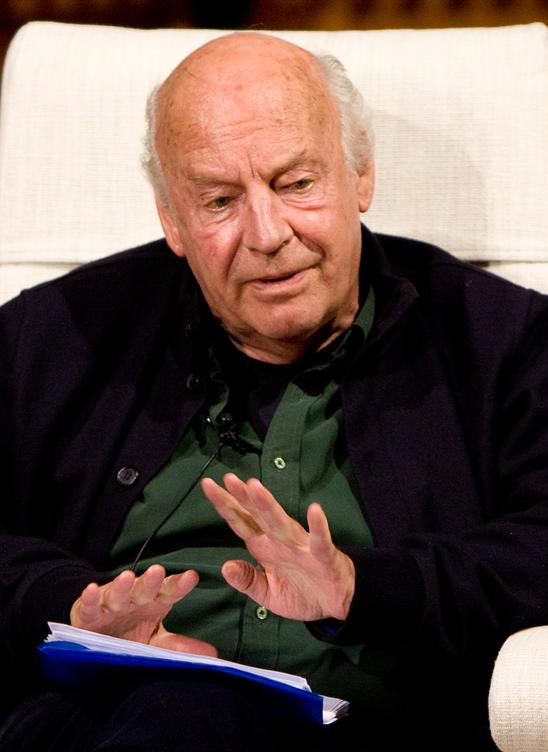
Eduardo Galeano
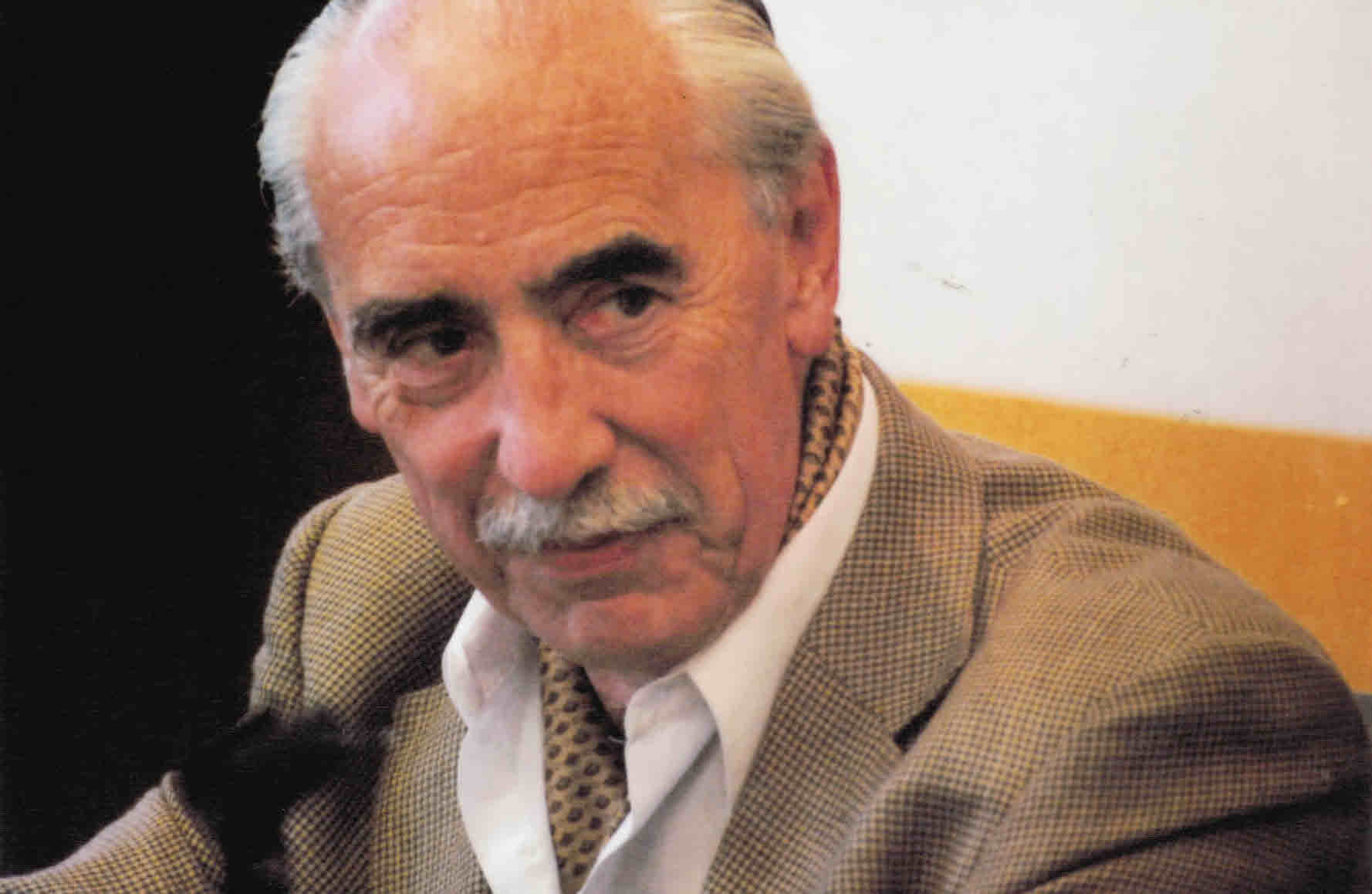
Hugo Achugar
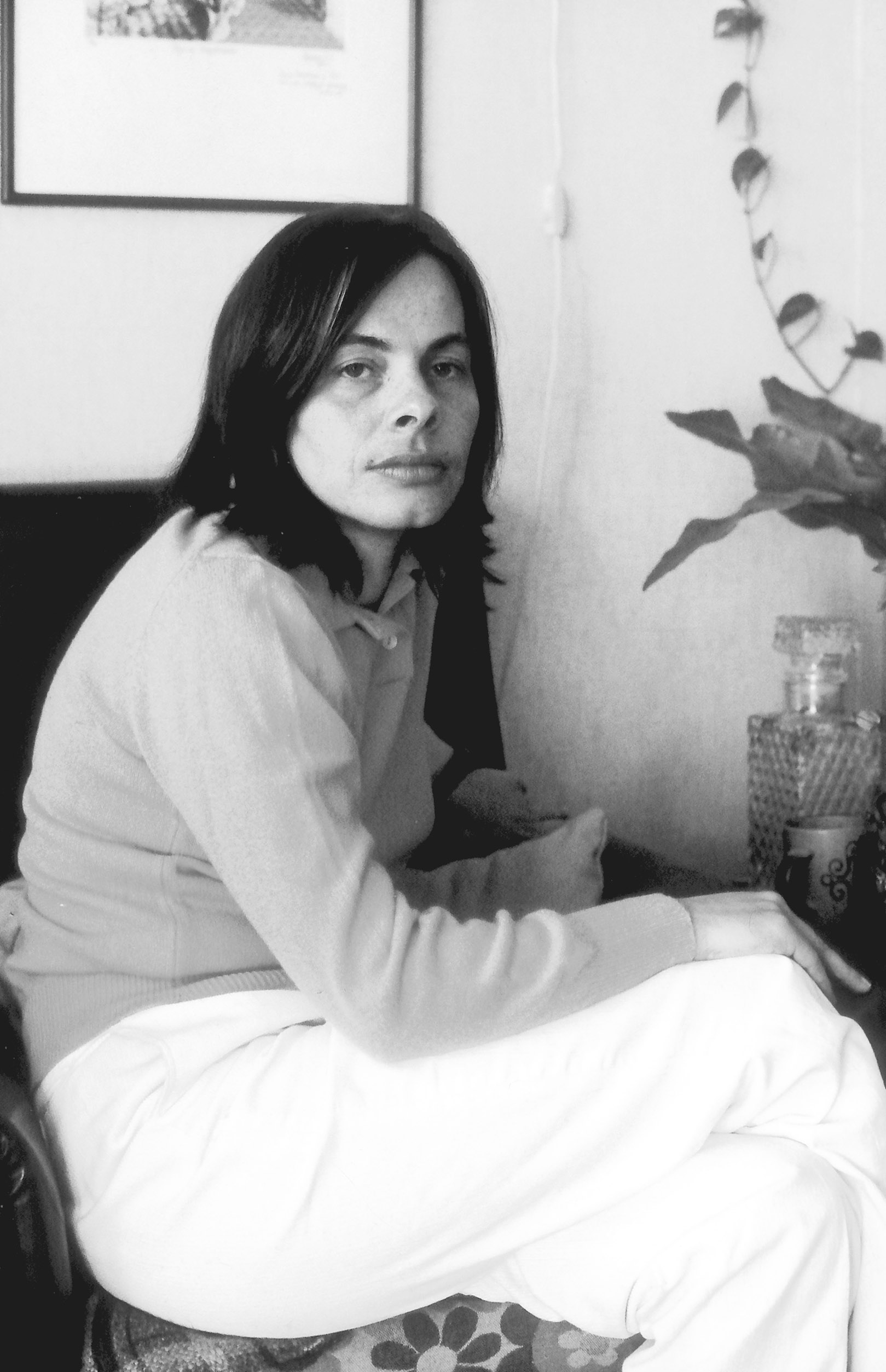
Cristina Peri Rossi
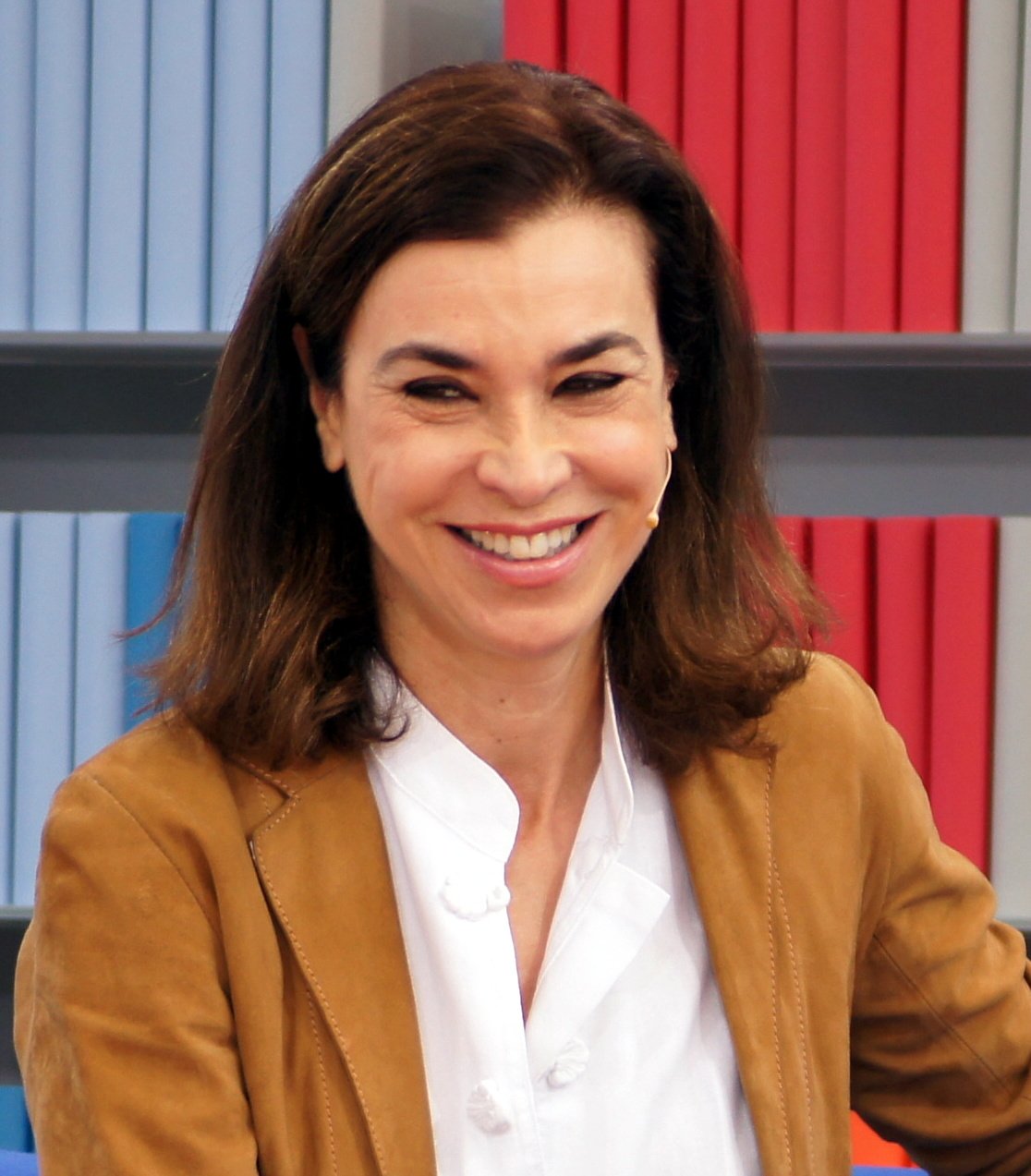
Carmen Posadas

- José Enrique Rodó (1871-1927), journaliste, nouvelliste, essayiste
- Florencio Sánchez (1875-1910), dramaturge, journaliste
- Julio Herrera y Reissig (1875–1910), poète
- Horacio Quiroga (1878-1937), nouvelliste, dramaturge, poète
- Emilio Frugoni (1880-1969), politique, juriste, essayiste, poète
- Eduardo Dieste (1881–1954)
- Raúl Montero Bustamante (1881-1958), écrivain, historien
- Jules Supervielle (1884-1960), poète, nouvelliste, romancier
- Delmira Agustini (1886-1914), poétesse
- Alberto Zum Felde (1889–1976)
- Pilar Barrios (1889–1974)
- Juana de Ibarbourou (1892-1979), poétesse
- Justino Zavala Muniz (1898-1968), nouvelliste, dramaturge, historien
- Juan José Morosoli (1899-1957)
- Felisberto Hernández (1902-1964), musicien, nouvelliste
- Esther de Cáceres (1903-1971), poétesse
- Clara Silva (1905–1976), romancière
- Susana Soca (1906–1959), poétesse, essayiste
- Juan Carlos Onetti (1909-1994), romancier, nouvelliste
- Carlos Martínez Moreno (1917–1986)
- Mario Arregui (1917–1985),
- Mario Benedetti (1920-2009), poète, essayiste, romancier, dramaturge, journaliste
- Idea Vilariño (1920-2009), poétesse, essayiste
- Carlos Maggi (1922-)
- Ida Vitale (1923-)
- Manuel Flores Mora (1923–1985)
- Andressen Banchero (1925–1987), romancier
- Ángel Rama (1926-1983), essayiste, critique
- Sylvia Lago (1932-), romancière, nouvelliste
- Marosa die Giorgio Medici (1932–2004), poétesse
- Alejandro Paternain (1933–2004)
- Mauricio Rosencof (1933-), dramaturge, poète, journaliste
- Mario Vargas Llosa (1936-), nouvelliste, romancier, essayiste, dramaturge, prix Nobel 2010
- Mario Levrero (1940–2004)
- Eduardo Galeano (1940-2015), écrivain, journaliste, dramaturge
- Cristina Peri Rossi (1941-), nouvelliste
- Hugo Achugar (1944-)
- Tomás de Mattos (1947-2016), avocat, écrivain, journaliste
- Napoleón Baccino Ponce de León (1947-)
- Mario Delgado Aparaín (1949-), romancier, nouvelliste
- Carmen Posadas (1953-)
- Carlos María Domínguez (1955-, argentin)
- Andrea Blanqué (1959-)
- Claudia Amengual (1969-)
- Jorge Majfud (1969-), nouvelliste, romancier, essayiste

### XXIesiècle
- Magdalena Helguera (es)
- Laura Santullo (es)
- Jorge Majfud
- Carolina Bello (es)
- Daniel Baldi (es)
- Cecilia Curbelo (es)

- Roy Berocay (es) (1955-)
- Pablo Casacuberta (es)[1],[2] (1969-)
- Magdalena Helguera (es) (1960-)
- Gustavo Espinosa (es) (1961-)
- Helen Velando (1961-)
- Andrés Echevarría (es) (1964-)
- Melisa Machado (1966-)[3]
- Lalo Barrubia (es) (1967-)
- Jorge Majfud (1969-)
- Claudia Amengual (1969-)

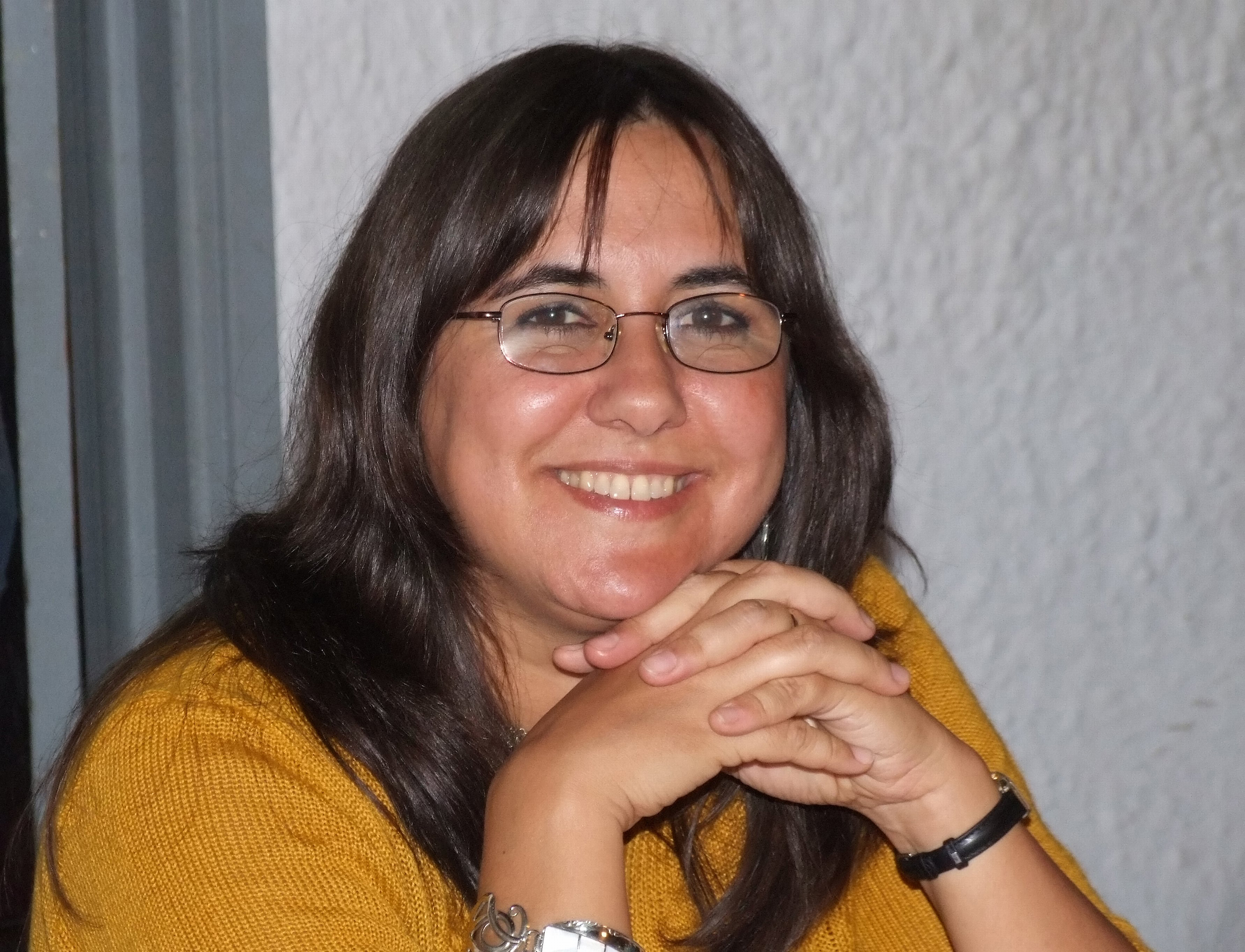
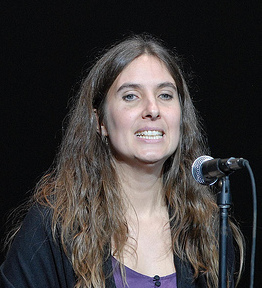
Laura Santullo (es) (1970-)
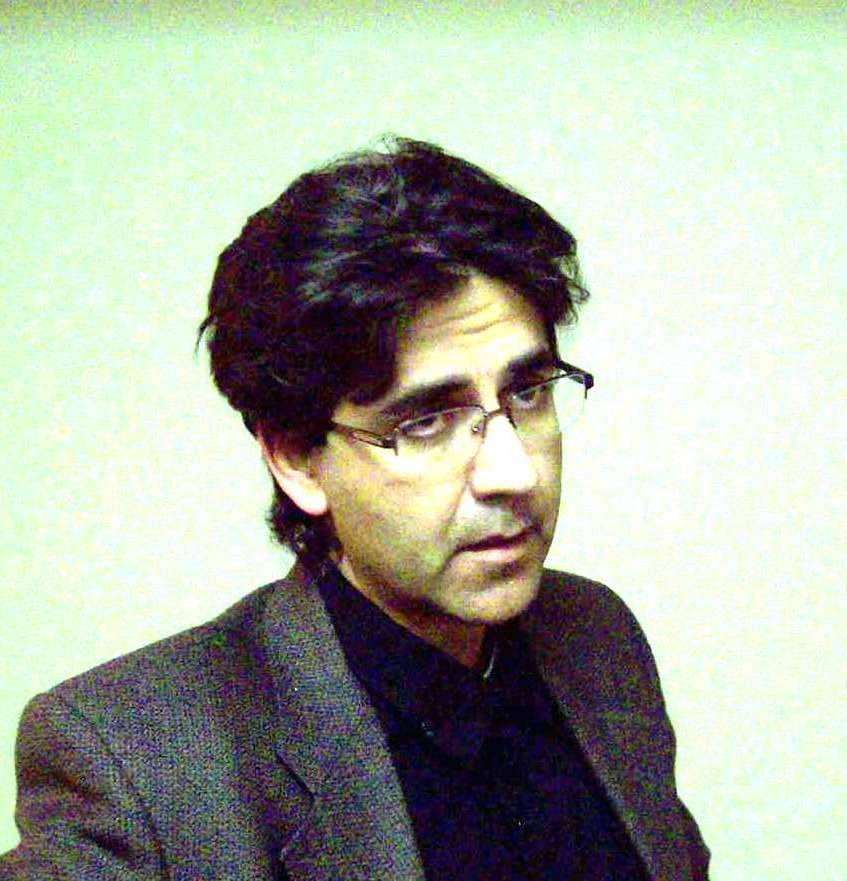
Jorge Majfud
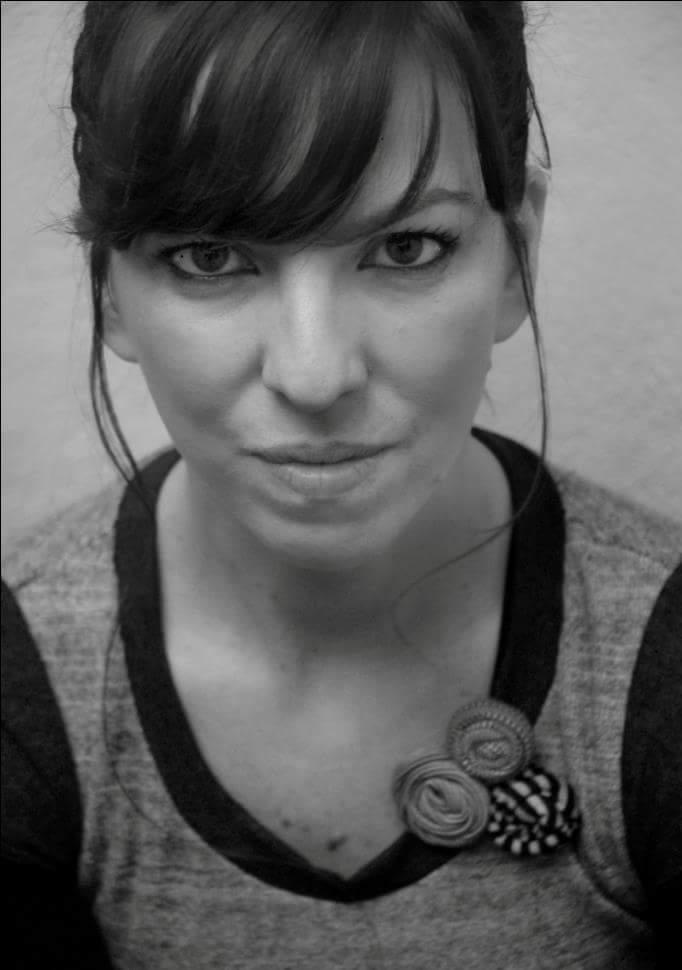
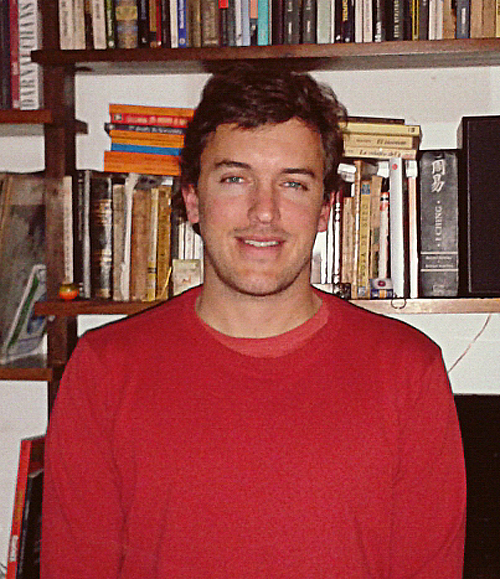
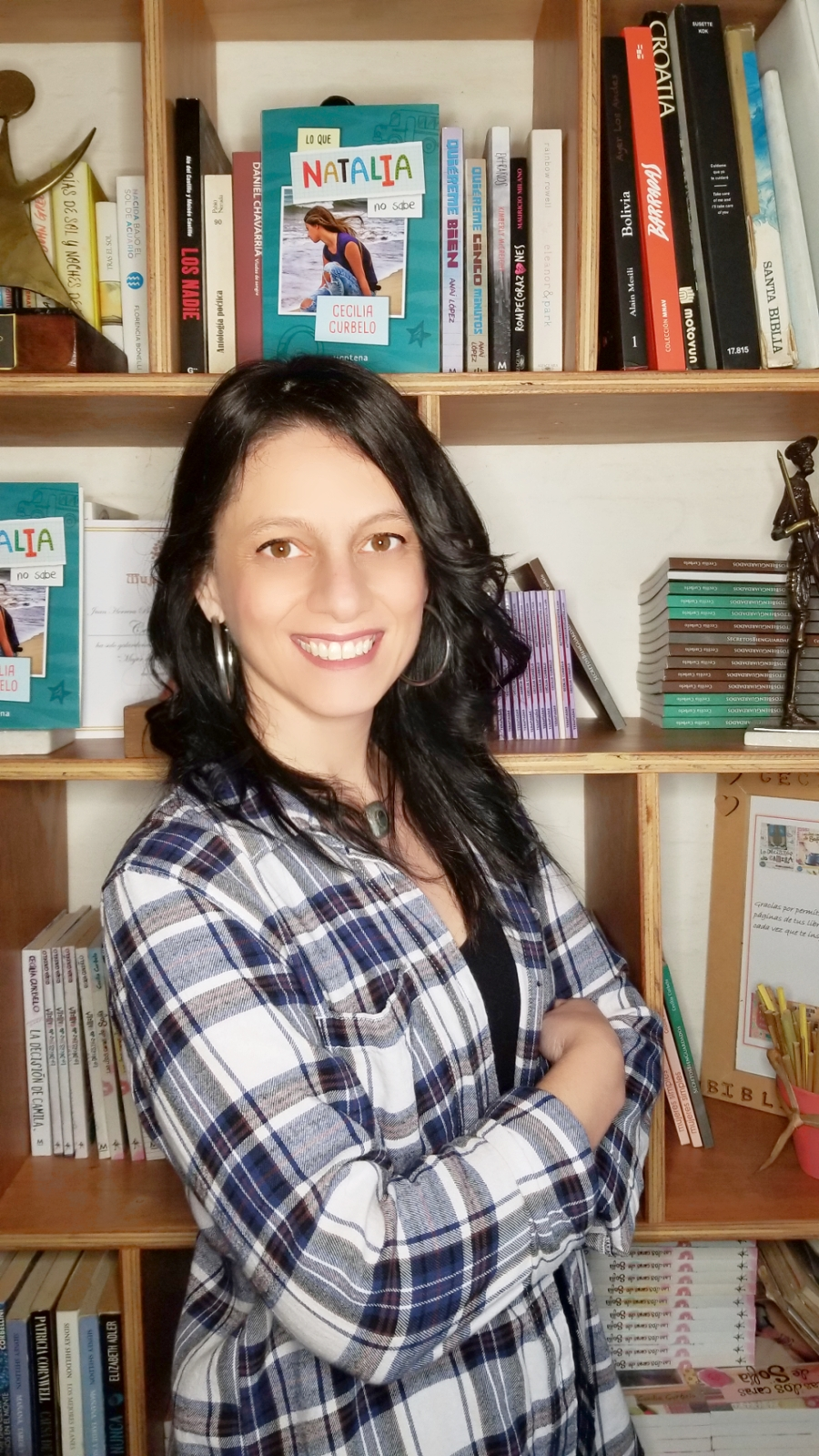

- Sergio Blanco (1971-)
- Dani Umpi (es) (1974-)
- Cecilia Curbelo (es) (1975-)
- Fernanda Trías (1976-)
- Maximiliano Rodríguez Vecino (1986-)
- Sebastián Pedrozo (es) (1977-)
- Martín Barea Mattos (1978-)
- Martín Bentancor (1979-)
- Rodolfo Santullo (es) (1979-)
- Sofía Etcheverry (1980-)[4]
- Daniel Baldi (es) (1981-)
- Gabriel Calderón (1982-)
- Carolina Bello (es) (1983-)
- Santiago Sanguinetti (es) (1985-)
- Álvaro Lema Mosca (es) (1988-)

## Auteurs
- Écrivains uruguayens, liste d'écrivains uruguayens
- Quelques écrivains uruguayens francophones : Jules Laforgue, Lautréamont, Jules Supervielle
- Generación del 900 (es) (1868-1886)
- Generación del centenario (Uruguay) (es)
- Generación del 45 (es), Génération 45 (en)[5]

En théâtre, les pièces de Florencio Sánchez (1875-1910) traitant de problèmes sociaux sont encore jouées de nos jours.
En poésie, Juan Luis Zorilla de San Martín est l'auteur de très importants poèmes épiques sur l'histoire du pays (comme Tabaré). Juana de Ibarbourou et Delmira Agustini développèrent la poésie féminine. Julio Herrera y Reissig est considéré comme l'un des plus grands poètes uruguayens.
Parmi les écrivains contemporains, on remarque Juan Carlos Onetti, Mario Benedetti, Eduardo Galeano, Mario Levrero, Jorge Majfud.
Le poète et écrivain Ricardo Paseyro, ancien ambassadeur de l'Uruguay en France, écrit aussi bien en espagnol qu'en français.

## Œuvres
- Ariel (1900), de José Enrique Rodó, une des plus grandes œuvres littéraires de l'Uruguay, traite du besoin de maintenir des valeurs spirituelles dans un monde tourné vers le progrès matériel et technique.

## Institutions
- Prix Rómulo-Gallegos, Premio Iberoamericano Planeta-Casa de América de Narrativa (en)
- Prix littéraires uruguayens : Concurso Literario Juan Carlos Onetti (en), Premios Bartolomé Hidalgo (en)
- Académie nationale des lettres de l'Uruguay (1943)
- Bibliothèque nationale de l'Uruguay (1815)
- Concurso Literario Juan Carlos Onetti (es) (depuis 1960)
- Feria Nacional de Libros, Grabados, Dibujos y Artesanías (es) (depuis 1958)